# Eucalyptus bakeri
Eucalyptus bakeri är en myrtenväxtart som beskrevs av Joseph Henry Maiden. Eucalyptus bakeri ingår i släktet Eucalyptus och familjen myrtenväxter. Inga underarter finns listade i Catalogue of Life.